# يوري شيراتوري
يوري شيراتوري (باليابانية: 白鳥由里) مواليد 20 أغسطس 1968 في كاناغاوا، اليابان، هي مؤدية أصوات ومغنية جي بوب يابانية.

## أعمال

### مسلسلات أنمي تلفزيونية
- كآبة هاروهي سوزوميا
- لاف هينا
- أدغال الديجيتال
- روروني كنشين
- سونيك
- شريطة هيمي تشان - آيكو نونوهارا

### ألعاب
- شادو ذا هيدجهوج
- سونيك أدفنشر 2
- سوبر روبوت وورز

### دبلجة
- آنستازيا
- راكون

## روابط خارجية
- يوري شيراتوري على موقع IMDb (الإنجليزية)
- يوري شيراتوري على موقع ميوزك برينز (الإنجليزية)
- يوري شيراتوري على موقع أول موفي (الإنجليزية)
- يوري شيراتوري على موقع أول ميوزيك (الإنجليزية)
- يوري شيراتوري على موقع ديسكوغز (الإنجليزية)
- يوري شيراتوري على موقع قاعدة بيانات الفيلم (الإنجليزية)
- يوري شيراتوري على موقع ANN person (الإنجليزية)